# Băgaciu, Mureș
Băgaciu (în dialectul săsesc Bogeschterf, Bôzeštref, în germană Bogeschdorf, Bogistorf, în maghiară Szászbogács, Bogács) este satul de reședință al comunei cu același nume din județul Mureș, Transilvania, România.
Localitatea Băgaciu este situată pe râul Bedeu (numit și râul Băgaciu), afluent al râului Târnava Mică, la 12 km de municipiul Târnăveni.

## Istoric
Satul Băgaciu este atestat documentar în anul 1351, cu numele Bogeschdorf. Înăuntrul bisericii din Băgaciu se află câteva minunate strane sculptate, împodobite cu intarsii din secolul al XVI-lea, poate cele mai frumoase dintre toate câte s-au păstrat în bisericile de sat săsești.

## Biserica evanghelică
Biserica evanghelică din satul Băgaciu, pe numele lui german Bogeschdorf, a fost construită cu piatră adusă cu carul din munții Cibinului. Ea a fost prima oară atestată într-un document din 1389, dar actuala biserică sală în stilul goticului matur, cea pentru care a fost cărată piatra de la o asemenea distanță, a fost construită câteva decenii mai târziu, la începutul secolului al XV-lea, înainte de anul 1421. Biserica păstrează un valoros altar poliptic cu sculpturi (1518), strane executate de Johannes Reychmuth (1533) și fragmente de picturi murale (sec.XV-XVI).

## Fortificația
Fortificația ovală din jurul bisericii avea ziduri de apărare înalte de 8 metri, cu drumuri de strajă din lemn, astăzi dispărute, și a fost dublată în nord și în est de o curtină suplimentară.

## Populație
Conform Recensământului din anul 2022 populația localității era de 1.322 locuitori. 

## Obiective turistice
- Casa Johann Schuller
- Biserica fortificată săsească

## Galerie imagini

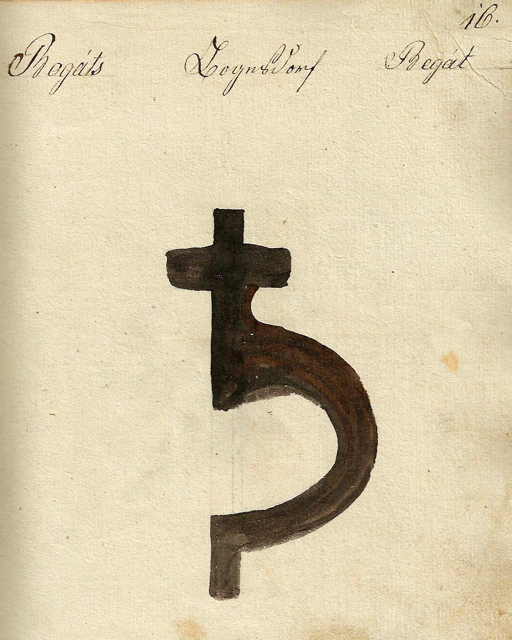
1826 - Danga pentru vitele din Băgaciu
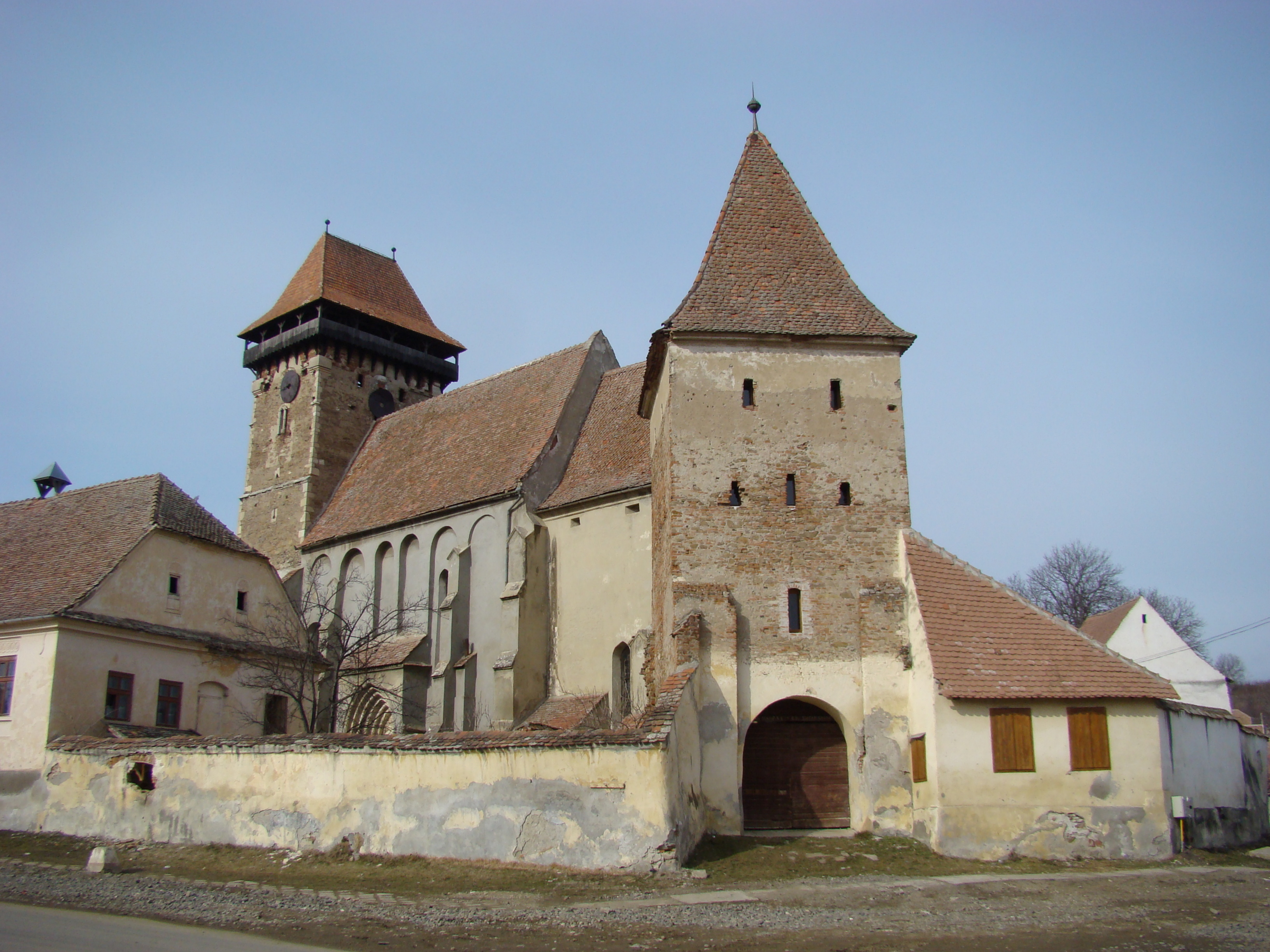
Ansamblul bisericii evanghelice fortificate
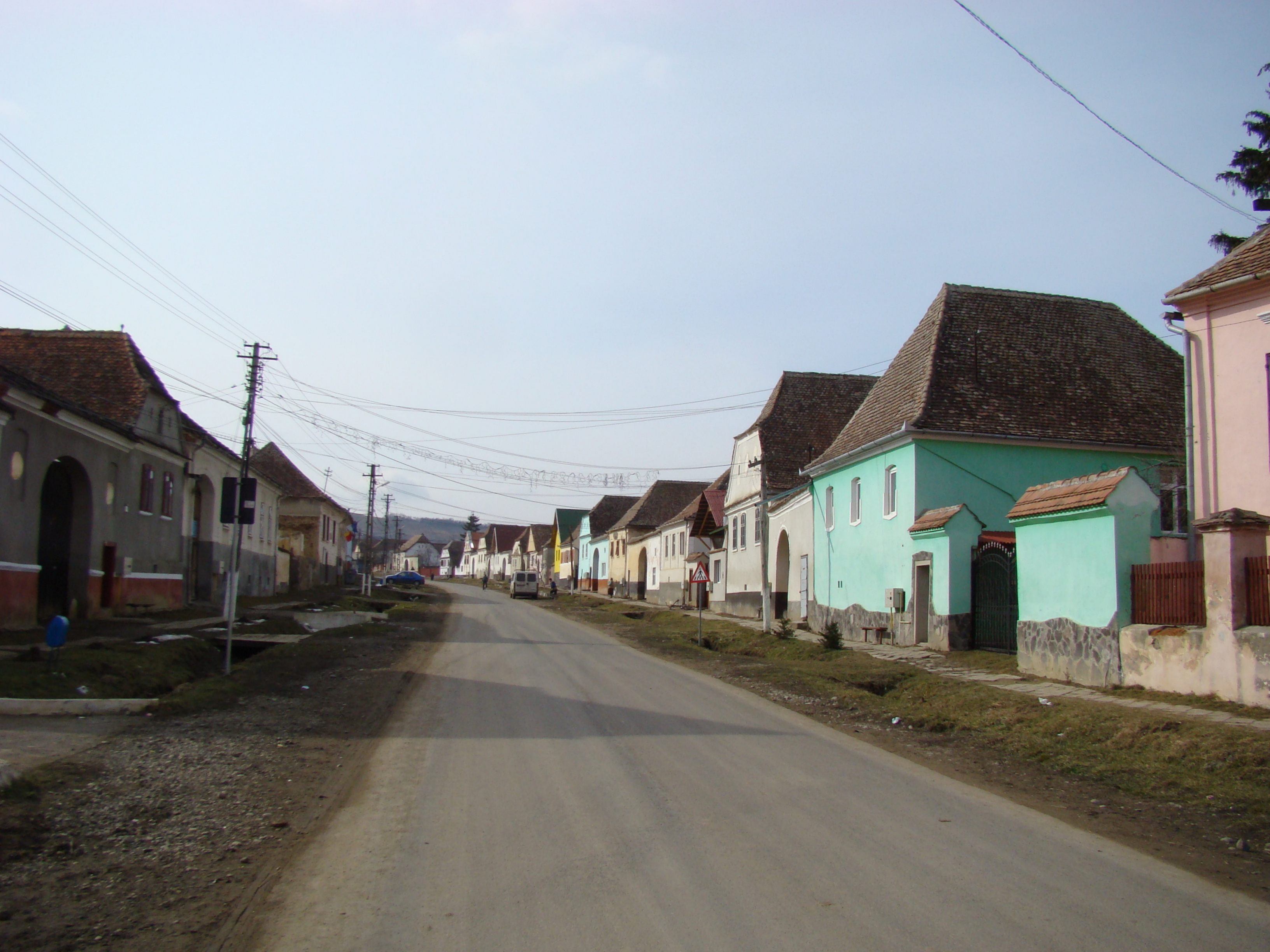
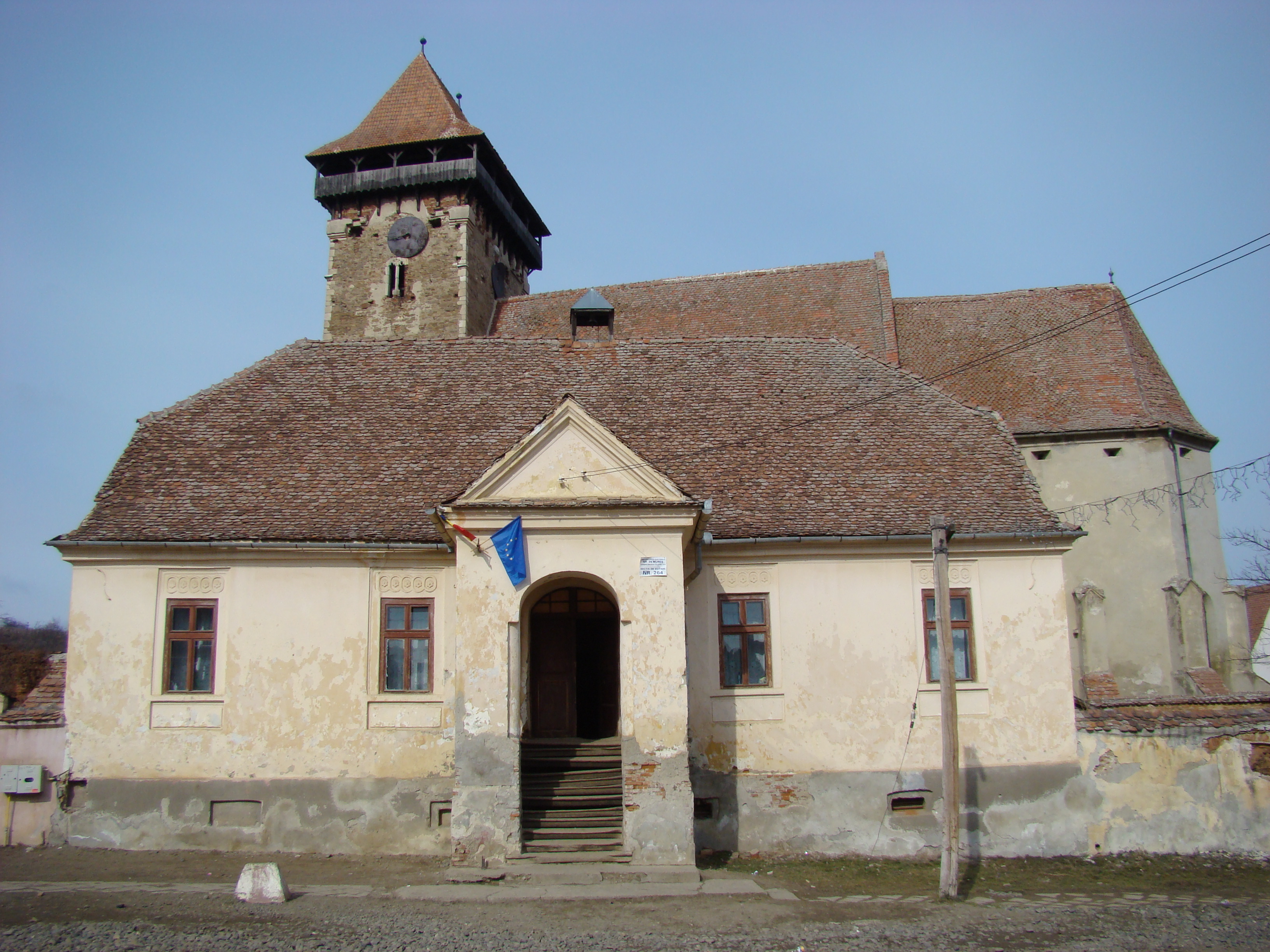
Școala și biserica evanghelică
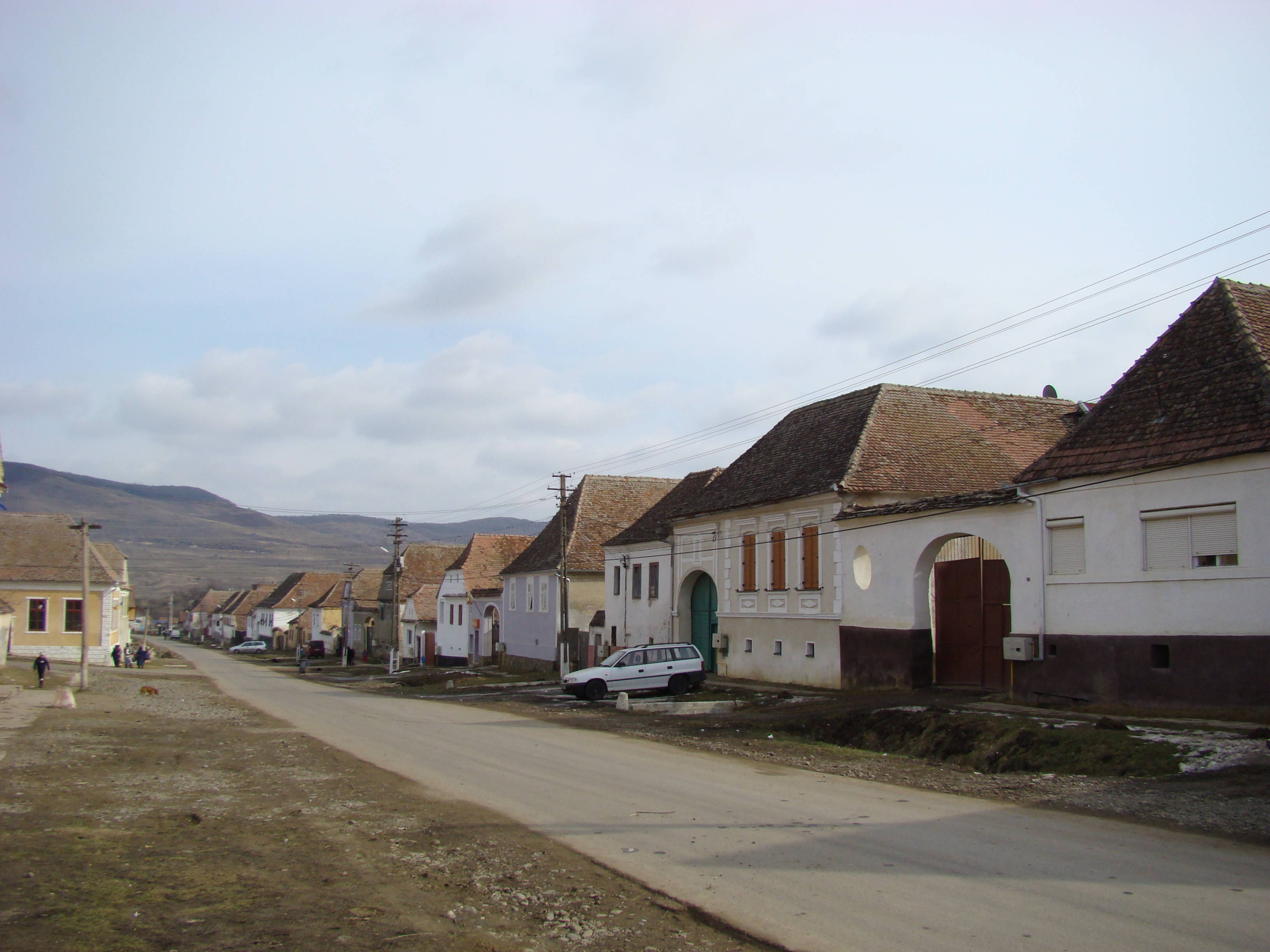

## Bibliografie

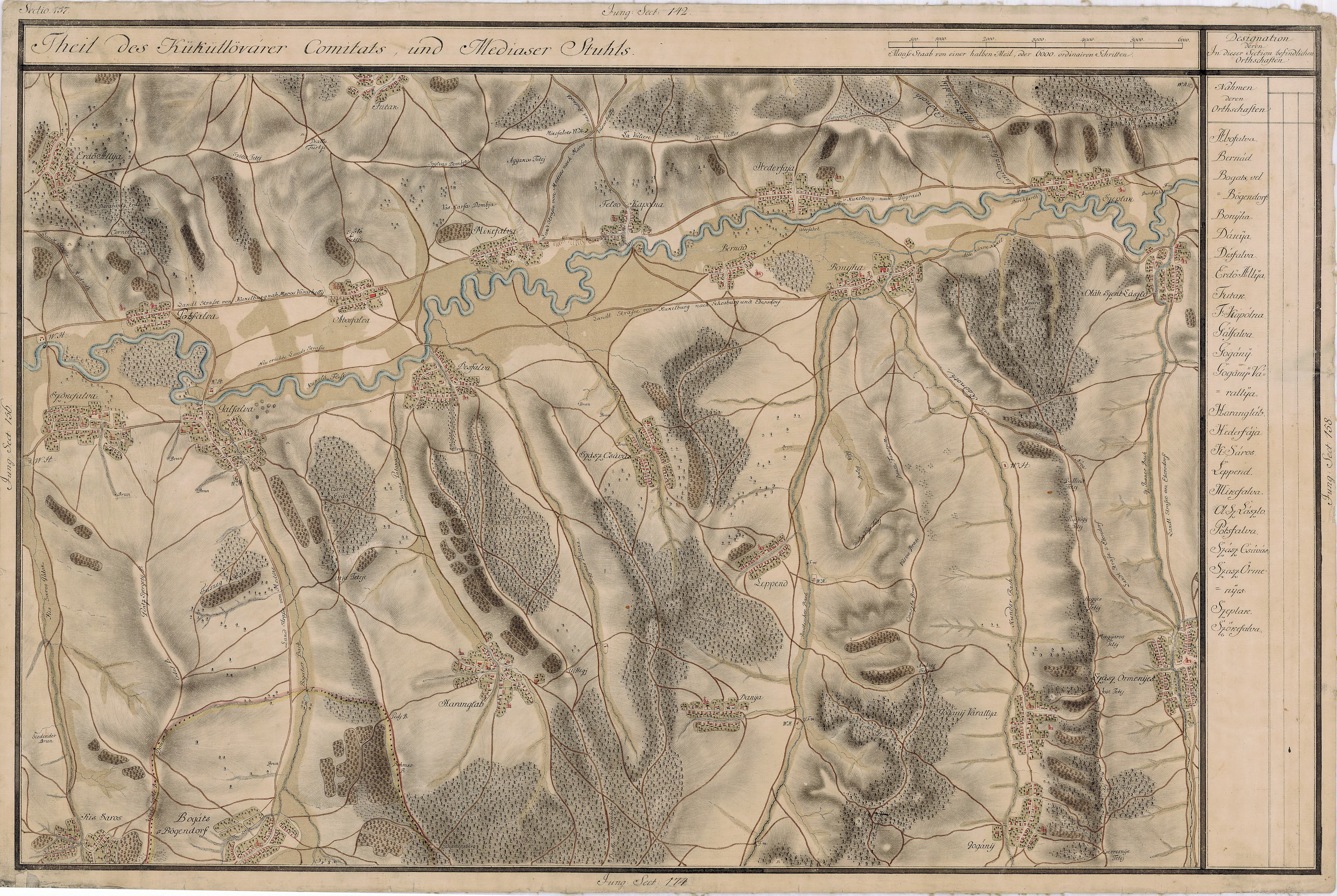
Băgaciu în Harta Iosefină a Transilvaniei, 1769-73

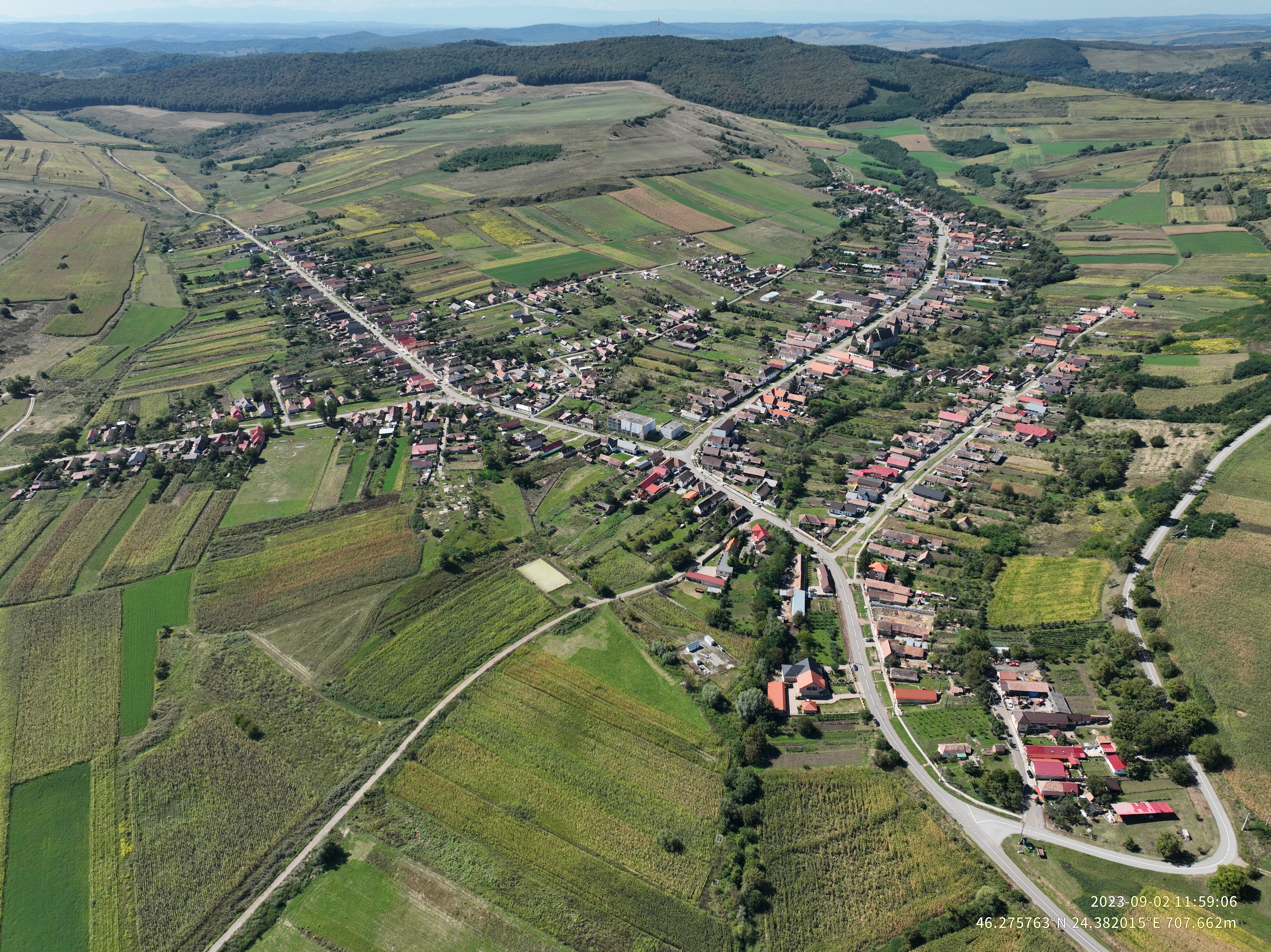